# Fava dos Santos
Fava dos Santos nasceu em 6 de Junho de 1962 na freguesia de Santa Maria da Graça (Rua Latino Coelho, 13), Setúbal, Santa Maria da Graça, Portugal; É licenciado em Engenharia Têxtil pela Universidade da Beira Interior, Mestre em Tecnologia Têxtil pela Universidade do Minho e membro da Ordem dos Engenheiros na especialidade de Engenharia Mecânica.